# Jak-3
Jak-3 (ros. Як-3) – radziecki samolot myśliwski produkowany od 1944 roku, należący do rodziny samolotów myśliwskich powstałych w biurze konstrukcyjnym Jakowlewa, rozwinięcie konstrukcji samolotu Jak-1.

## Historia

### Prototypy (Jak-1M)
Walki pierwszego okresu wojny niemiecko-radzieckiej wykazały, że osiągi podstawowego radzieckiego myśliwca nowego pokolenia Jak-1 są niewystarczające, a próby polepszenia ich przez zwiększenie mocy silnika przynosiły niewielki skutek. Drugą drogą polepszenia osiągów były próby zmniejszenia masy konstrukcji, lecz początkowo ograniczały się one głównie do redukcji uzbrojenia samolotu. Dopiero wzrastająca produkcja duraluminium w drugiej połowie 1942 roku pozwoliła na wprowadzenie w Jaku-1 większych zmian konstrukcyjnych, w celu częściowego zastąpienia konstrukcji drewnianej lżejszą konstrukcją metalową.
15 lutego 1943 zbudowano prototyp gruntownie zmodernizowanego lżejszego wariantu Jaka-1, oznaczonego Jak-1M, w którym w konstrukcji skrzydeł zastosowano duraluminium, przy zmniejszeniu ich rozpiętości do 9,2 m (samolot ten nazywano też „Moskit”; w starszej literaturze oznaczenie Jak-1M jest błędnie wiązane z modyfikacją Jak-1b). Najbardziej widoczną różnicą był brak chłodnicy oleju pod silnikiem, którą przeniesiono do centropłata, a wloty powietrza umieszczono w nasadzie skrzydeł. Powiększono również chłodnicę wody, znajdującą się pod kadłubem (w tym samym miejscu, co w Jaku-1 – na wysokości krawędzi spływu skrzydeł i tylnej części kabiny). Zewnętrzną zmianą był także brak masztu anteny radiostacji. Wprowadzono też inne zmiany, jak zmniejszenie objętości zbiorników paliwa, przy dodaniu jednocześnie małego zbiornika w kadłubie oraz zastosowano podwozie podobnego typu do Jak-9, lecz w dalszym ciągu zakrywane trójdzielnymi klapami. Zmniejszono przy tym nieco grubość względną profilu skrzydła w porównaniu do myśliwców Jak-1/7/9. Dzięki zmianom, masę samolotu udało się zredukować z 2917 kg do 2655 kg. Początkowo zastosowany niedopracowany silnik M-106 zamieniono w marcu na słabszy M-105PF (według nowej nomenklatury, WK-105PF). W czerwcu-lipcu 1943 prototyp przeszedł pomyślnie badania państwowe, a w sierpniu badania w tunelu aerodynamicznym, po czym płócienne pokrycie tyłu kadłuba zamieniono sklejką; na prototypie tym zamontowano też wówczas dodatkową opływową chłodnicę oleju pod silnikiem dla potrzeb silnika M-106.
Na drugim prototypie Jaka-1M (znanym jako „dubler”) wprowadzono dalsze zmiany, przede wszystkim nowy, nieco mocniejszy silnik WK-105PF2 i sprawniejszy system chłodzenia, bez chłodnicy oleju pod silnikiem, co stało się elementem rozpoznawczym wszystkich dalszych Jaków-3. Płócienne poszycie ogonowej części kadłuba zamieniono gładszym sklejkowym. Wprowadzono lekkie opancerzenie lewej burty kabiny w celu osłony dłoni pilota. Wzmocniono ponadto uzbrojenie do działka 20 mm i dwóch wkm 12,7 mm UBS. Udało się przy tym zachować masę samolotu 2660 kg. Nowy samolot miał znacznie lepsze osiągi i manewrowość od Jaka-1, rozwijając prędkość 651 km/h na wysokości 4300 m. Oceniono go także jako lepszy od testowanych samolotów niemieckich Bf 109G-2 i Fw 190A-4, a ustępujący im jedynie w prędkości na wysokościach powyżej 6000 m. Po badaniach państwowych w październiku 1943, drugi prototyp Jak-1M skierowano 26 października do produkcji pod nowym oznaczeniem Jak-3.

### Jak-3 (WK-105PF2)

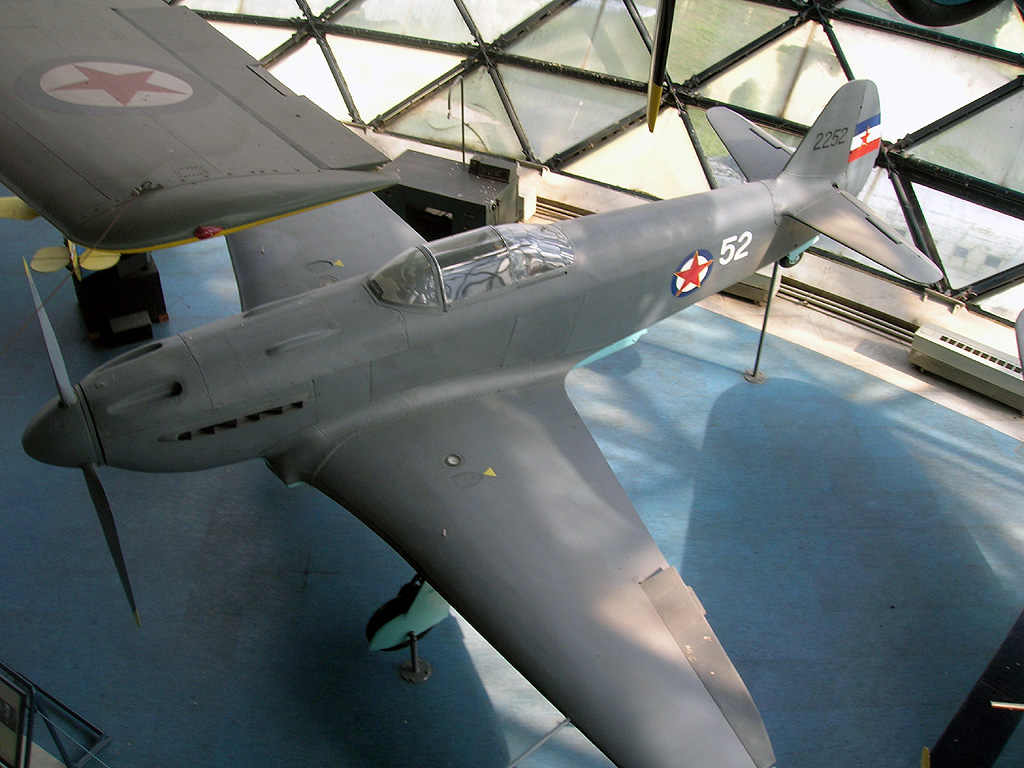
Jak-3 w Muzeum Lotnictwa w Belgradzie

Produkcję Jaka-3 rozpoczęto w marcu 1944 w zakładzie nr 292 w Saratowie, produkującym Jak-1, a w kwietniu 1944 także w zakładzie nr 31 w Tbilisi. Na samolotach seryjnych montowano dopracowane już działko 20 mm SzWAK o większej masie od przewidywanego początkowo nowego działka SzA-20M i dlatego na pierwszych 197 samolotach ilość wkm-ów zmniejszono do jednego. Dalsze 4004 samoloty otrzymały zestaw uzbrojenia równoważny początkowemu, złożony z działka SzWAK i dwóch wkm UBS. W celu polepszenia aerodynamiki, zastosowano opływowy jednoczęściowy wiatrochron przed pilotem, pozbawiony płyty pancernej, oraz uszczelniono wnętrze kadłuba. Seryjne samoloty jednak miały początkowo nieco słabsze osiągi od prototypu i borykały się z pewnymi problemami, jak odklejające się poszycie skrzydeł przy prędkościach nurkowania ok. 700 km/h, zbyt słabe podwozie i brak radiostacji na wszystkich samolotach (wszystkie miały odbiorniki, a co drugi nadajnik). Większość problemów udało się wyeliminować i polepszyć osiągi do poziomu prototypu od jesieni 1944.

### Jak-3P
Na początku 1945 roku opracowano wersję Jak-3P ze wzmocnionym uzbrojeniem (P – puszecznyj – „artyleryjski”). Była ona uzbrojona w trzy nowe działka 20 mm B-20 (masa całego zestawu była o 11 kg mniejsza, niż w wariancie standardowym). W celu rozmieszczenia uzbrojenia, przesunięto kabinę pilota 40 cm do tyłu, przy tym zastosowano bardziej opływową jej tylną owiewkę (przez to, sylwetka Jaka-3P stała się prawie identyczna do Jaka-9U). Po badaniach ukończonych w kwietniu 1945, wersję tę skierowano do produkcji i do połowy 1946 roku wyprodukowano ich 596 (od sierpnia 1945 była to jedyna produkowana wersja).

### Jak-3 WK-107A
Dalszy rozwój Jaka-3 wiązał się z próbami zastosowania silniejszej jednostki napędowej WK-107A o mocy startowej 1650 KM. Pierwszy prototyp Jaka-3 z nowym silnikiem ukończono 6 stycznia 1944. Wśród zmian było przesunięcie kabiny pilota o 40 cm do tyłu i zwiększenie zbiorników paliwa do 519 l. Samolot miał konstrukcję mieszaną, jak standardowe Jaki-3. Uzbrojenie składało się z dwóch działek 20 mm B-20S. Pomimo zwiększonej masy do 2984 kg, prędkość wyniosła 611 nad ziemią i 720 km/h na wysokości 5750 m. Problemy jednak stwarzał nowy silnik, a także system chłodzenia, który okazywał się niewystarczający. Drugi prototyp dwukrotnie podchodził do prób państwowych, w lutym i lipcu 1944, lecz nie zdołał ich zaliczyć z powodu kapryśnego silnika. Z uwagi na dobre osiągi, prace nad samolotem z silnikiem WK-107A jednak kontynuowano.
W marcu 1946 zakład w Saratowie zbudował trzy dalsze prototypy Jaka-3 z kadłubem konstrukcji mieszanej i metalowymi skrzydłami, pokrytymi duraluminium. Uzbrojone były w dwa lub trzy działka 20 mm. Maksymalna szybkość wyniosła 697 km/h. Na wiosnę w 1946 prowadzone były próby państwowe, których jednak nie przeszły z powodu defektów. Mimo planów produkcji serii 75 sztuk, samolot ten ostatecznie nie wszedł do produkcji.

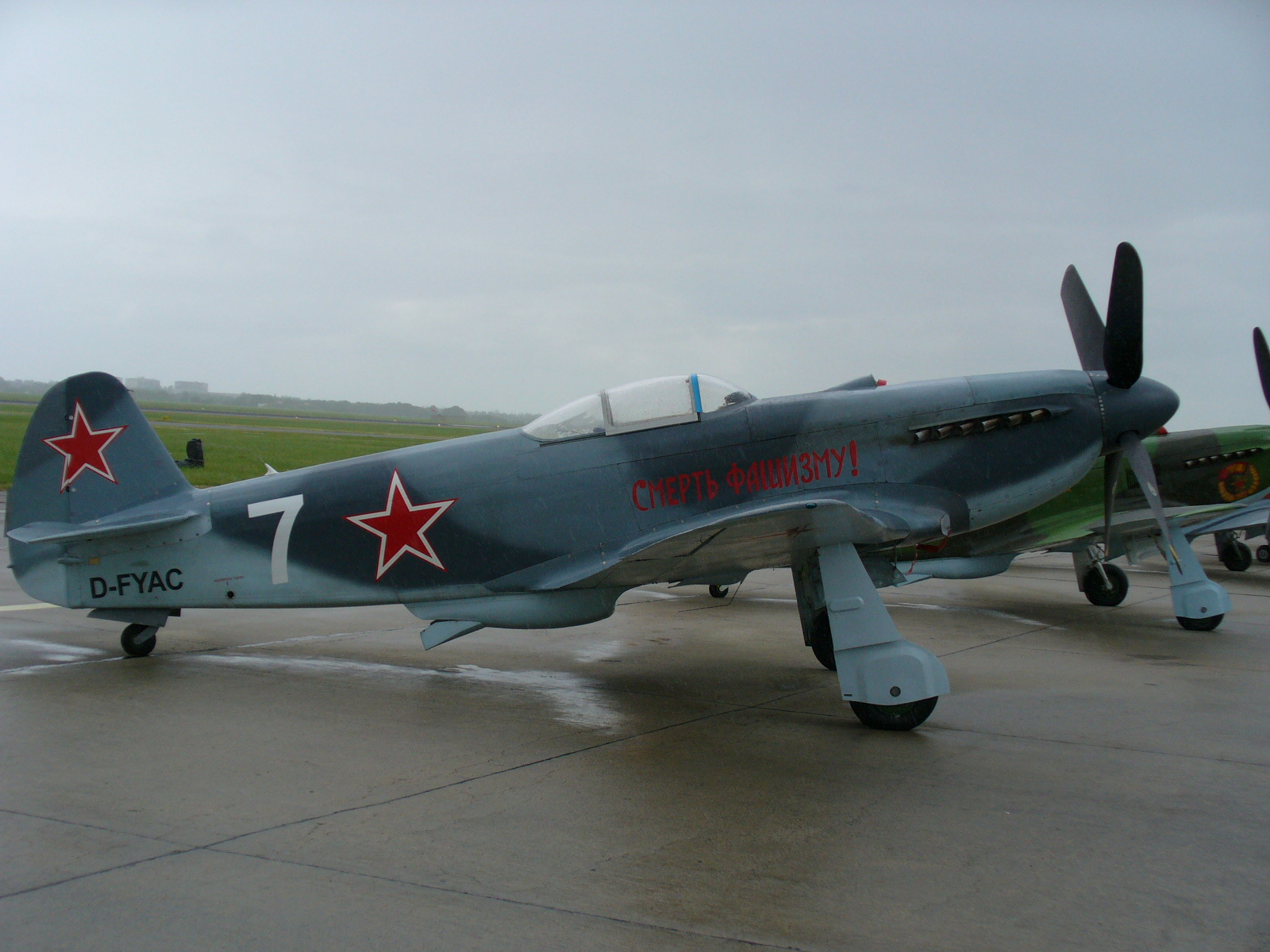
Replika Jak-3 na ILA2006 w Berlinie

Niezależnie, wcześniej, 31 marca 1945 ukończono w zakładzie w Tbilisi prototyp Jaka-3 z silnikiem WK-107A, o konstrukcji całkowicie metalowej. Miał on poszycie płatowca z blachy duraluminiowej. Uzbrojenie składało się z dwóch działek 20 mm B-20S i B-20M. Prędkość na wysokości 5900 m wyniosła 706 km/h. Do 9 czerwca 1945 trwały próby państwowe, które samolot ukończył pomyślnie, mimo stwierdzonej konieczności dalszego dopracowania silnika. W 1945 roku zakład w Tbilisi wypuścił 40 metalowych Jaków-3, dalsze 8 w 1946, jednakże na tym produkcję wstrzymano na korzyść lepszego Jaka-9P z tym samym silnikiem. Samoloty tej wersji różniły się wizualnie od standardowych Jaków-3 przesuniętą o 40 cm w tył kabiną pilota z bardziej opływową dłuższą owiewką oraz małym wlotem powietrza nad silnikiem, do chłodzenia świec zapłonowych, tuż za śmigłem (ich sylwetka była prawie identyczna do Jak-9U i Jak-9P).

## Użycie
Po raz pierwszy Jaki-3 zadebiutowały na froncie od 20 czerwca 1944, kiedy prowadzono ich wojskowe badania w 91 pułku myśliwskim w okolicach Lwowa. Według danych radzieckich, do 2 sierpnia pułk zestrzelił 14 myśliwców Bf 109 i 6 Fw 190A oraz trzy bombowce Ju 87, tracąc jedynie dwa samoloty w walkach i dalsze trzy od ognia przeciwlotniczego.
W miarę rozwoju produkcji, samoloty Jak-3 weszły na uzbrojenie radzieckiego lotnictwa, zamieniając wcześniejsze modele myśliwców. Szczególnie nadawały się do walki z myśliwcami wroga, natomiast z uwagi na mniejszy zasięg i długotrwałość lotu, w mniejszym stopniu nadawały się do patrolowania, eskorty bombowców i innych tego typu zadań.
Oprócz lotnictwa radzieckiego, Jaki-3 były używane przez niektóre jednostki sojuszników. Od lipca 1944 w Jaki-3 wyposażono pułk Normandie-Niemen złożony z pilotów francuskich, walczący na froncie wschodnim, zamieniając Jaki-1 i Jaki-9. Na Jakach-3 pułk ten osiągnął najlepsze rezultaty bojowe. Po zakończeniu wojny, w czerwcu 1945 Stalin podarował Francji 38 (lub 40) Jaków-3, które służyły we francuskim lotnictwie do 1947 roku.
Pojedyncze samoloty Jak-3 używane były podczas wojny i po wojnie w ludowym lotnictwie polskim.

## Wersje doświadczalne
Pod koniec 1944 i w 1945 prowadzono próby dwóch myśliwców wysokościowych Jak-3PD wyposażonych w silniki WK-105PD oraz WK-105PW, ze sprężarką Je-100, uzbrojonych w jedno działko 23 mm NS-23. Pierwszy model był nieudany, drugi z silnikiem WK-105PW osiągał na wysokości 11 000 m prędkość 710 km/h, lecz dalszy jego rozwój zarzucono.
W grudniu 1944 opracowano wariant Jak-3RD z dodatkowym przyspieszaczem rakietowym RD-1 zamontowanym w tylnej części kadłuba, poniżej zmodyfikowanego usterzenia. Był on uzbrojony jedynie w działko 23 mm NS-23. Z włączonym przyspieszaczem samolot mógł osiągnąć prędkość 782 km/h na wysokości 7800 m. Napęd ten jednak stwarzał duże problemy, a w końcu 16 sierpnia 1945 samolot podczas prób uległ katastrofie z nieustalonych przyczyn.
Testowano też Jaka-3 z eksperymentalnym silnikiem WK-108 o mocy 1550 KM. 21 grudnia 1944 osiągnął on na próbach prędkość 745 km/h. Silnik ten jednak nie nadawał się do eksploatacji i prace nad tym samolotem zakończono.
Równolegle z samolotem Jak-3P, na początku 1945 opracowano wersję Jak-3T z jeszcze silniejszym uzbrojeniem z działka 37 mm N-37 (25 nabojów) i dwóch działek 20 mm B-20S (po 100 nabojów). Miała ona kabinę przesuniętą do tyłu oraz szereg elementów zdjętych w celu zmniejszenia masy; wyróżniała się lufą działka wystającą z kołpaka śmigła. Wersję tę oblatano 24 stycznia 1945. Osiągała ona prędkość do 629 km/h, niemniej jednak badania państwowe od lutego do kwietnia 1945 ukazały wady, głównie ponowne przegrzewanie silnika. Wskutek zakończenia wojny i istnienia podobnych samolotów Jak-9T i Jak-9UT, dalej wersji tej nie rozwijano.
Istniała również zbliżona do Jaka-3T wersja Jak-3K z działkiem 45 mm NS-45, przeznaczona specjalnie do zwalczania czołgów, lecz nie weszła do produkcji.
W kwietniu 1945 zbudowano prototyp Jak-3U z silnikiem gwiazdowym ASz-82FN, co wymagało istotnych zmian kadłuba. Rozpiętość zwiększono do 9,4 m. Samolot ten uzyskał prędkość 682 km/h. Z uwagi na zakończenie wojny, nie kontynuowano prac, a doświadczenia wykorzystano w konstrukcji samolotu szkolno-treningowego Jak-11.
Oznaczenie Jak-3 spotykane jest także jako przewidywane oznaczenie seryjne wcześniejszych projektów samolotów Jakowlewa, które nie weszły do produkcji: jednosilnikowego myśliwca I-30 (również będącego wersją rozwojową Jaka-1) i dwusilnikowego myśliwca, a także przejściowo było stosowane w dokumentach fabrycznych Jak-7.

### Jak-3M (replika)

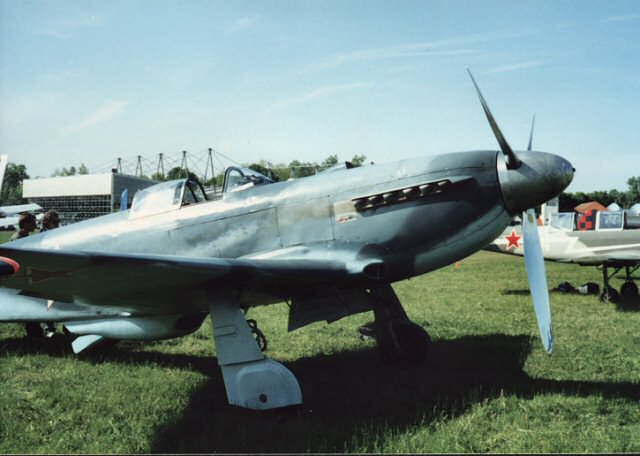
Współczesna replika Jaka-3

Oznaczenie Jak-3M noszą latające repliki Jaka-3, budowane od 1992 w niewielkiej ilości przez zakłady Strieła w Orenburgu, bazujące częściowo na oryginalnych planach. Bazują one na wersji podstawowej Jaka-3, z kabiną pilota w pierwotnym – przednim położeniu. Samoloty te mają konstrukcję całkowicie metalową z elementami kompozytowymi. Napęd stanowi amerykański silnik Allison V-1710 o mocy 1325 KM, śmigło Hamilton Standard. Samoloty pozbawione są uzbrojenia i posiadają nowoczesne wyposażenie pilotażowe. Wizualnie wyróżnia je m.in. mały wlot powietrza nad silnikiem, przed kabiną pilota i inne śmigło. Do 2001 zbudowano 12 sztuk dla celów kolekcjonerskich.

## Opis techniczny
Jak-3 WK-105PF2:

Jednosilnikowy jednomiejscowy dolnopłat konstrukcji mieszanej. Kadłub metalowy kratownicowy, pokryty sklejką w części środkowej i ogonowej, silnik osłonięty panelami z blachy. Skrzydło dwudźwigarowe, konstrukcji metalowej, pokryte sklejką obciągniętą płótnem. Kabina pilota zamknięta, osłona kroplowa, część osłony nad pilotem była odsuwana do tyłu. Za pilotem była szyba ze szkła pancernego, miał on również lekko opancerzone oparcie fotela i płytę z lewej strony kadłuba. Podwozie samolotu klasyczne, chowane, kółko ogonowe chowane. Śmigło WISz-105SW-01 trzyłopatowe, metalowe o zmiennym skoku. Zapas paliwa – 270 l w dwóch zbiornikach w skrzydłach i jednym wyrównawczym w kadłubie.
Silnik: rzędowy 12-cylindrowy w układzie V, chłodzony cieczą WK-105PF2. Chłodnica cieczy pod kadłubem, na wysokości kabiny pilota. Chłodnica oleju w centropłacie, z wlotami powietrza u nasady skrzydeł.
Uzbrojenie
- Jak-3: działko 20 mm SzWAK strzelające przez wał śmigła (120 nabojów) i 2 zsynchronizowane wkm 12,7 mm UBS nad silnikiem (po 150 nabojów) (pierwsze 197 samolotów – działko i jeden wkm)
- Jak-3P: działko 20 mm B-20M strzelające przez wał śmigła (120 nabojów) i 2 zsynchronizowane działka 20 mm B-20S nad silnikiem (po 130 nabojów) (masa salwy sekundowej: 3,52 kg)
- Jak-3 WK-107A: działko 20 mm B-20M strzelające przez wał śmigła (120 nabojów) i zsynchronizowane działko 20 mm B-20S nad silnikiem (120 nabojów)

## Dane techniczne
| Model                                   | Jak-3            | Jak-3P           | Jak-3 (WK-107A, mieszanej konstrukcji – prototyp) | Jak-3 (WK-107A, metalowej konstrukcji) |
| Silnik (moc KM)                         | WK-105PF2 (1240) | WK-105PF2 (1240) | WK-107A (1500)                                    | WK-107A (1500)                         |
| Rozpiętość (m)                          | 9,2              | 9,2              | 9,2                                               | 9,2                                    |
| Długość (m)                             | 8,50             | 8,50             | 8,50                                              | 8,50                                   |
| Wysokość (m)                            | 2,42             | 2,42             | 2,42                                              | 2,42                                   |
| Powierzchnia nośna (m²)                 | 14,85            | 14,85            | 14,85                                             | 14,85                                  |
| Masa własna (kg)                        | 2123             | 2150             | 2346                                              | ?                                      |
| Masa startowa (kg)                      | 2692             | 2708             | 2984                                              | ?                                      |
| Prędkość maks. (km/h) nad ziemią        | 567              | 572              | 611                                               | ?                                      |
| Prędkość maks. (km/h) /na wysokości (m) | 646 / 4100       | 646 /?           | 720 / 5750                                        | 706 / 5900                             |
| Pułap praktyczny (m)                    | 10 400           | 10 500           | 11 800                                            | ?                                      |
| Zasięg (km)                             | 648              | 610              | 1060                                              | ?                                      |
| Czas wznoszenia na 5000 m (min.)        | ?                | ?                | 3,9                                               | ?                                      |
| Uzbrojenie                              | 1x20mm, 2x12,7mm | 3x20mm           | 2x20mm                                            | 2x20mm                                 |